# Joseph Malègue
Joseph Malègue (8 dic. 1876- 30 dic. 1940) fue un novelista francés católico, autor de la novela “Augustin o el maestro está ahí  “(1933 : 
Traducción Española, 2020)) y “Piedras Negras. Las Clases Medias de la Salvación”. También fue un teólogo y publicó algunas investigaciones teológicas, como “Penumbras” sobre la fe y contra el fideísmo. Su primera novela es, según el historiador francés de la espiritualidad Émile Goichot, la más relacionada al modernismo. El Papa Francisco citó en varias circunstancias, entre ellas en El jesuita
la opinión de Malègue sobre la Encarnación:  No es Cristo que es incomprensible para mí, si Él es Dios, es Dios el que sería extraño para mí, si Él no es Cristo .

## Vida
Malègue tomó dos veces el examen de ingreso en la École Normale Supérieure, en 1900 y 1901 Su fracaso puede haber sido una consecuencia de su mala salud. Entre 1902 y 1912, durante varias estancias en Inglaterra, escribió una tesis doctoral sobre la alta tasa de desempleo entre los trabajadores portuarios ingleses trabajando esporádicamente; Malègue trabajó principalmente con Charles Gide. Esto fue publicado en 1913 como ”Una forma especial de desempleo: El trabajo ocasional en los puertos ingleses" En enero de 1912, durante una de esas estancias, encontró el nombre de Augustin Méridier, el personaje principal de “Augustin ou le Maître est là (fr)”.  Las primeras páginas manuscritas del libro tienen este mes en la fecha. Durante la Primera Guerra Mundial, una vez más debido a su mal estado de salud, sólo fue capaz de trabajar en una enfermería, a pesar de sus repetidos intentos de entrar en una unidad de combate. En 1917 trabajó en la Comisión Internacional de Auxilio en Londres.
Desde 1922 hasta 1927, fue profesor en la École Normale, educando a los maestros de las escuelas primarias en Savenay. En 1923 se casó con Yvonne Pouzin, doctor en medicina, y vivieron juntos en Nantes.
La novela de Malègue “Agustín o el Maestro está aquí” fue terminada en 1930, el filósofo francés Jacques Chevalier, un amigo de Malègue, intentó sin éxito persuadir a Plon de publicar la obra, y al final Malègue se vio obligado a pagar la editorial Spes para la producción de los primeros 3.000 copias. Esta novela de 900 páginas de inmediato tuvo un gran éxito después de una apreciación positiva del crítico literario francés Claude Barthe. La mayoría de los críticos franceses, belgas, valones, suizos y favorecieron el nuevo novelista y su obra, al igual que los críticos literarios más importantes de otros países de Europa, tanto católicos como protestantes. Spes imprimió 10,000 ejemplares a finales de 1933, 9,000 en junio de 1935, 6,000 en marzo de 1940, y hubo más ediciones importantes. Malègue fue nombrado el Proust Católica por muchos críticos literarios franceses y valones, incluyendo Jacques Madaule y Léopold Levaux. Recibió muchas cartas de elogios, entre ellos comunicaciones de Paul Claudel, Henri Bergson, y Maurice Blondel. Con este filósofo, se involucró en una correspondencia filosófica, que ha sido estudiada por Geneviève Mosseray. Publicó “Penumbras” en 1939. En 1940, se encontró que sufría de cáncer de estómago y murió en diciembre de ese año. A pesar de todos sus esfuerzos, no pudo terminar “Piedras Negras. Las Clases Medias de la Salvación”.

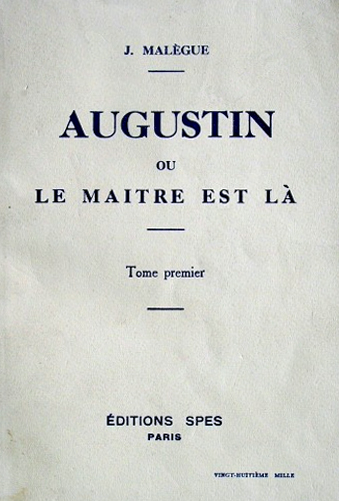
Portada de una de las primeras ediciones de la novela

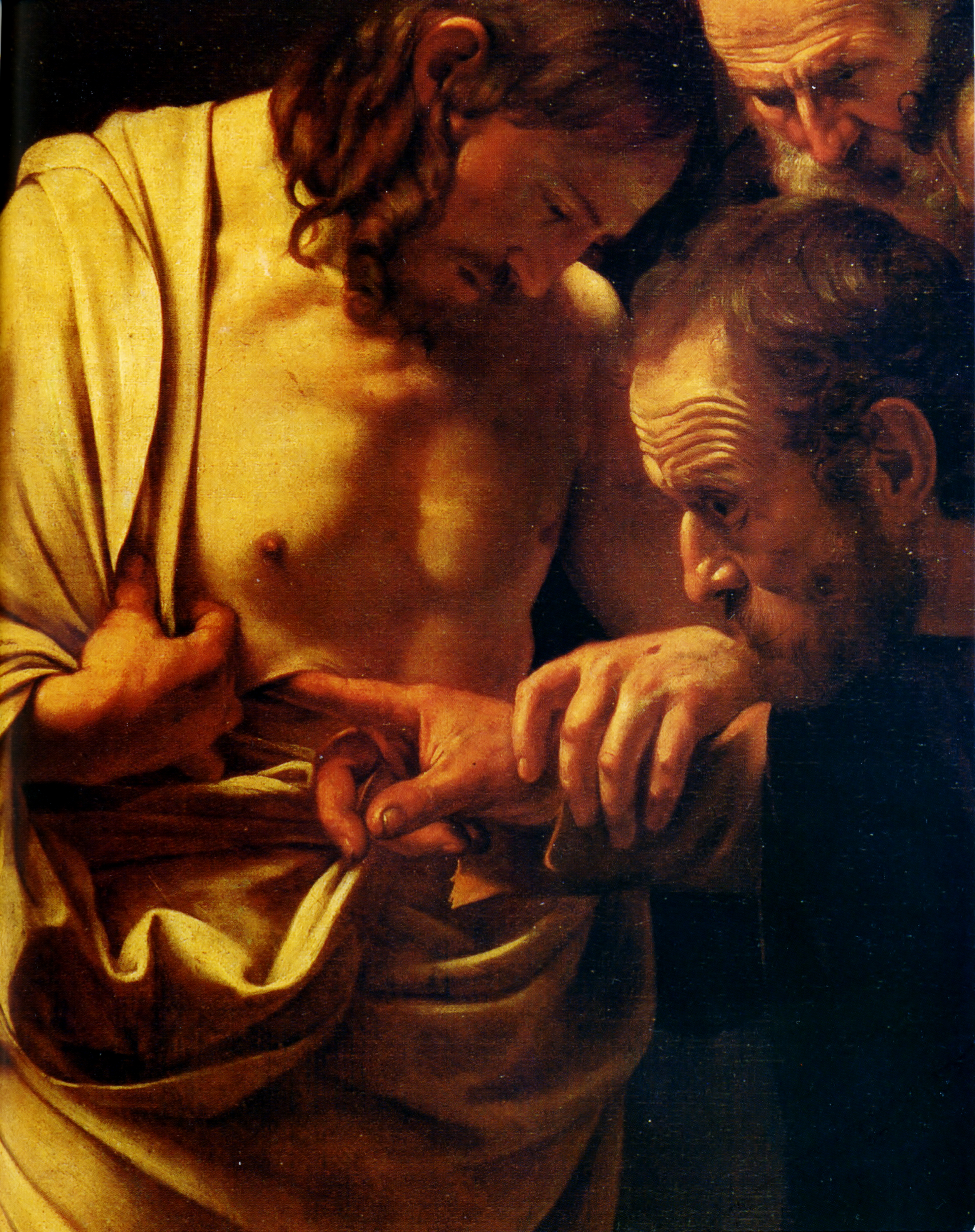
La Incredulidad de Santo Tomas (Caravaggio, Cobertura deAugustin ou Le Maître est là en 2014

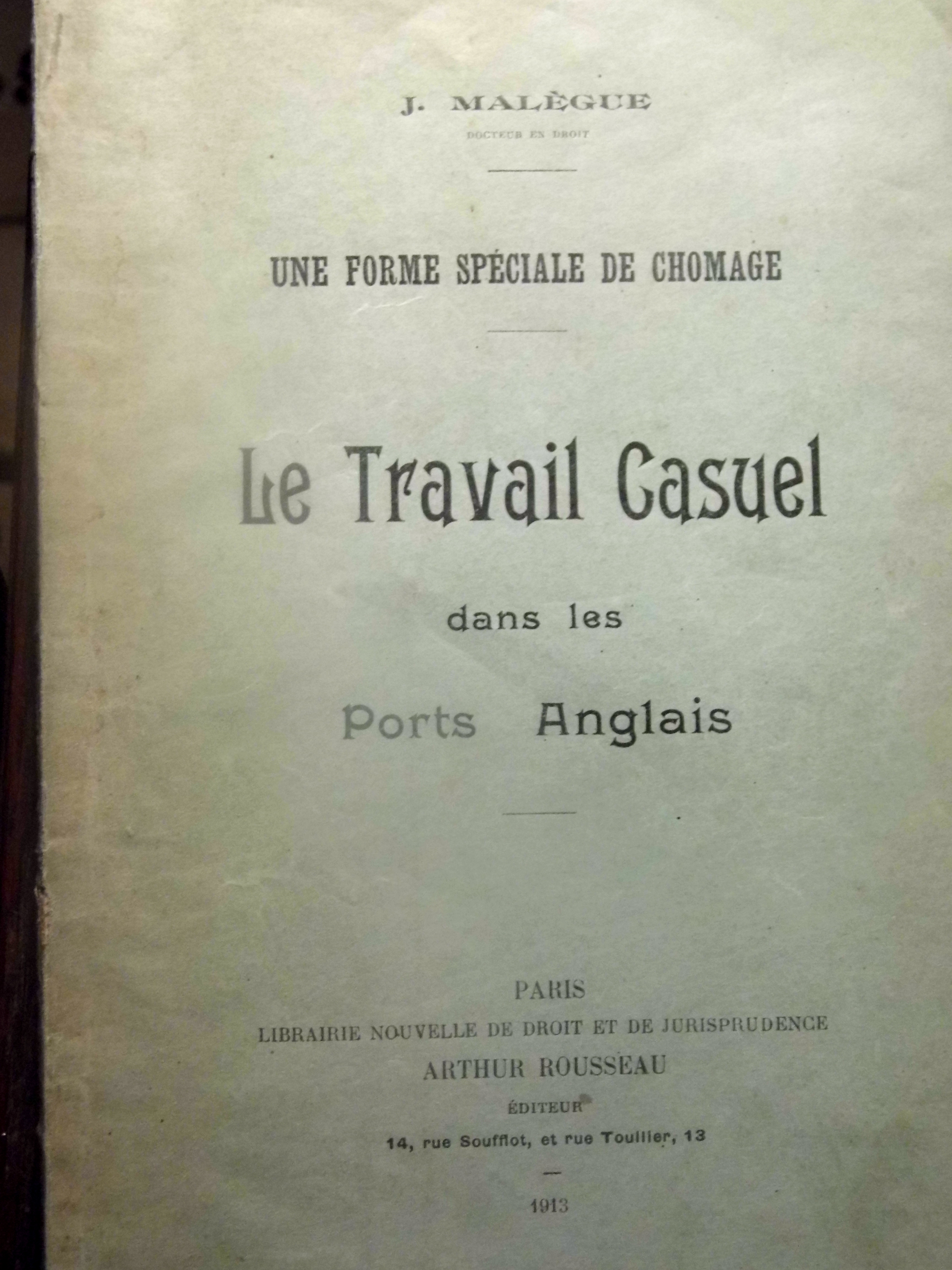
Tesis doctoral de Malègue en economía social sobre el trabajo informal y el desempleo por los trabajadores portuarios en Inglaterra

## Escritos
En su entrevista, se cree que el Papa Francisco se refiere a esta segunda novela, pero el Papa habla de la santidad en la clase media para decir que cada cristiano es capaz de convertirse en un santo.
Y es también la opinión del Malègue cuando escribe acerca de la clase media en Agustín o el Maestro está aquí.
Malègue utiliza las palabras Salvación y Clases medias en el título de su segunda novela. Y por lo tanto, Malègue no significa auténticos santos. La forma en que se entiende la misma idea del Papa es que existe una santidad ordinaria, de la gente común. La salvación de la clase media significa la existencia mediocre de muchos cristianos que están a favor del orden establecido y que no molesta a los que están en busca de la felicidad terrena, seguida sin obstáculo por la felicidad celestial.
Esta novela, que fue más ambiciosa (casi 1.000 páginas ya escritas para las dos primeras partes del libro y habría habido una tercera parte, la más importante), fue publicada en 1958 después de la muerte de Malègue.
Augustin de Malègue ou le Maître est là es única entre las novelas católicas, siguiendo Victor Brombert, ya que, en lugar de escribir sobre el sexo y el pecado como François Mauriac o Georges Bernanos, plantea el problema religioso desde un punto de vista intelectual (no intelectualista). El héroe es claramente víctima de prejuicios del cientismo. Pero Malègue no insiste en su orgullo, si no en la seducción de la mente. Él no está en contra de la inteligencia, por el contrario.
El regreso de Agustín a su fe, en el final de la novela, no es una abdicación de la inteligencia, pero una reconquista a través del dolor y la lucidez. En “Augustin ou le Maître est là”  el retorno a la fe y el sufrimiento es una experiencia exaltante que eleva Agustín a las "zonas heladas de la meditación espiritual. La razón o la inteligencia no es abandonada, pero solo la fría razón, que es incapaz de conocer a la persona, tanto de los hombres y Dios, en el mismo sentido que los filósofos Blaise Pascal o Henri Bergson, pensando que el Dios de los judíos o cristianos Dios no es el Dios de Aristóteles. Pero, al hacerlo, el autor escribió una larga (900 páginas en la primera edición) y auténtica novela “sin pérdida de intensidad dramática o psicológica ". [10] Ulteriormente, el drama de la inteligencia aparece bajo una luz nueva en otras novelas católicas.
Si este autor está un poco olvidado, incluso en Francia, algunos críticos literarios continúan estudiando su obra, y entre ellos William Marceau, que escribió en 1987, Henri Bergson y Maurice Malègue, la convergencia de dos pensamientos (Estudios de Francia e Italia, Universidad de Stanford, 1987), o Claude Barthe en 2004.
Jean Guitton dijo que un gran lector de Malègue fue el Papa Pablo VI [11]. Malègue también fue apreciado por los no creyentes o ateos como por ejemplo Fernand Vandérem, crítico literario judío en Le Fígaro, que escribió artículos en los términos más elogiosos.

## Interés renovado
Desde que el Papa Francisco citó a Malègue, una parte del público francés es más consciente de su importancia, que es la de un gran escritor; la prensa informa sobre él. La gran novela de Malègue “Augustin ou Le Maître est là” fue publicada por última vez en 1966. En enero de 2014, la editorial, Éditions du Cerf volvió a publicar la novela. Es por primera vez Malègue es publicado por una gran editorial.

## Obras
- Une forme spéciale de chômage: le travail casuel dans les ports anglais, Rousseau, París, 1913.
- Augustin ou le Maître est là, roman, Spes, París 1933.
- (Traducción alemana Augustin por Edwin Maria Landau, Benziger, Einsideln, 1956 y traducción Italiana, Agostino Méridier Società Editrice Internazionale, Torino, 1960.
- Pénombres, glanes et approches théologiques, essai, Spes, París,  1939
- Pierres noires. Les classes moyennes du Salut, roman, Spes, París,1958
- Sous la meule de Dieu et autres contes, Spes, París, 1965